# Баронська (присілок)
Баро́нська (рос. Баронская) — присілок у складі Нижньотагільського міського округу Свердловської області.
Населення — 37 осіб (2010, 55 2002).
Національний склад станом на 2002 рік: росіяни — 100 %.